# ピークス (ローマ神話)

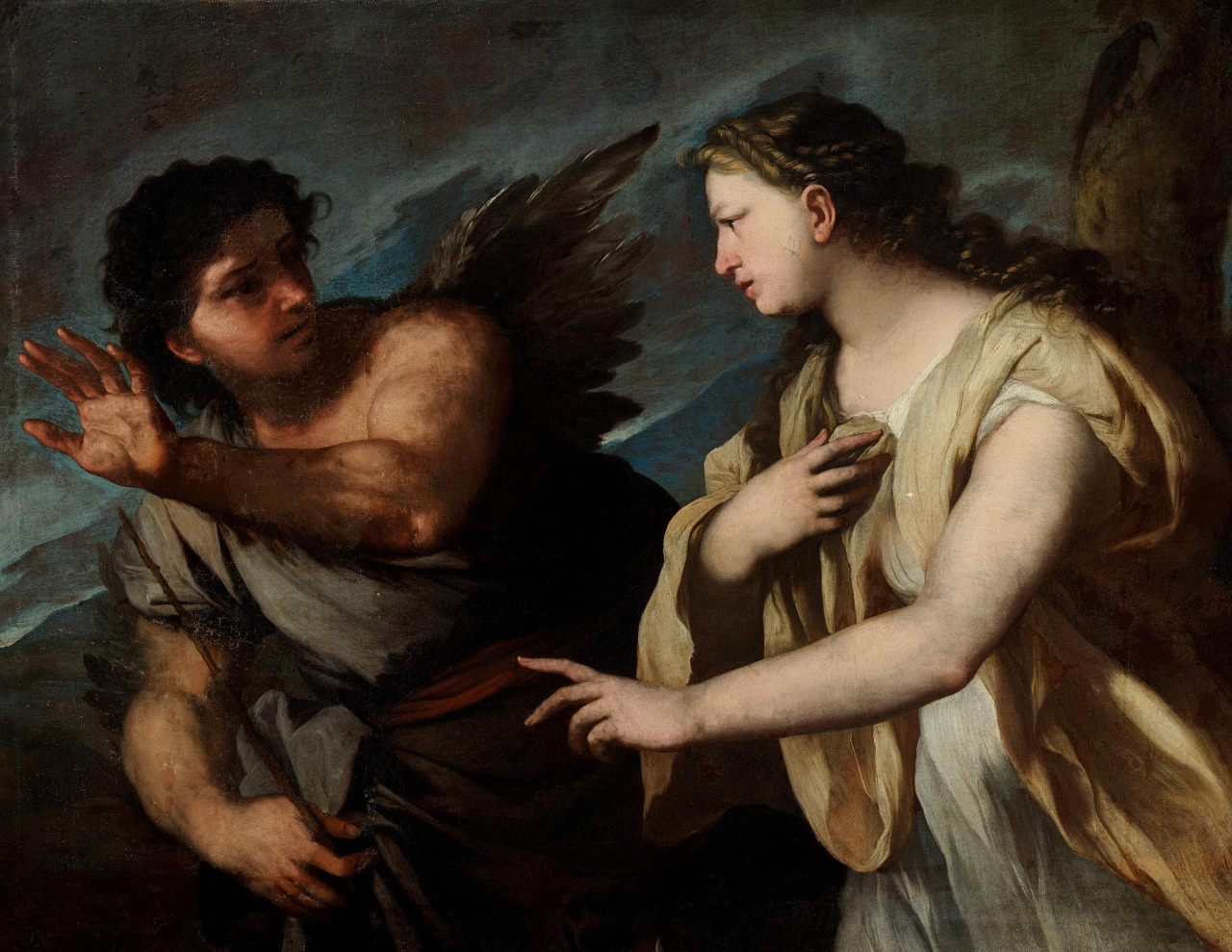
ルカ・ジョルダーノの絵画『ピークスとキルケ』。

ピークス（羅: Picus）は、ローマ神話の神である。サートゥルヌス神の息子で、ファウヌス神の父。またラティウム地方のラウレントゥムの王ともいわれる。
オウィディウスの『祭暦』ではファウヌスとともにユーピテルの怒れる雷撃を浄めることができる儀式の伝授者とされ、両神の働きでヌマ・ポンピリウスはアウェンティヌスの丘にユーピテルを招来することが出来たという。ただしヌマはそのために罠を仕掛けて両神を捕えなければならなかった。
また『変身物語』によると、彼の妻はニュンペーであり、優れた歌い手であったカネーンスであった。しかし魔女キルケーはピークスが狩りをしている姿を見て恋に落ちた。そして魔術を駆使し、ピークスと2人きりになったうえで熱烈に言い寄った。しかしピークスはカネーンスを深く愛していたために彼女の求愛を拒んだ。怒ったキルケーは魔術でピークスをキツツキに変えてしまった。カネーンスはピークスを探し続け、最後に空気に溶けて消えたが、キツツキに変身したピークスはキルケーの館に置かれた自分の彫像の上に今も留まっているという。一方、ウェルギリウスはピークスの妻はキルケーであり、キルケーの欲望のために魔法の薬で鳥に変えられたとしている。
なお、キツツキはしばしば戦争の神マールスの聖鳥として語られており、オウィディウスがピークスについて言及している『祭暦』3巻もマールスの月（3月）についての巻である。